# Roya Hakakian
Roya Hakakian (persa: رویا حکاکیان; Teerã, 1966) é um poetisa, jornalista e escritora iraniano-americana que mora nos Estados Unidos.

## Biografia
Nascida e criada em uma família judia persa em Teerã. Emigrou para os Estados Unidos em maio de 1985, solicitando asilo político.
Reconhecida por sua poesia em farsi, ela é produtora de programas de televisão como 60 Minutes. Hakakian também é conhecida por sua autobiografia, Journey from the Land of No, publicada em 2004. Seus ensaios sobre a sociedade iraniana foram publicados no New York Times, no Washington Post, no Wall Street Journal e no NPR. Ele recebeu uma bolsa Guggenheim em 2008, publicou Assassins of the Turquoise Palace em 2011, um relato dos assassinatos de líderes da oposição iranianos realizados no restaurante Mykonos, em Berlim.
Hakakian é membro fundador do Centro de Documentação de Direitos Humanos no Irã e atua no conselho administrativo da Refugees International. Harry Kreisler, em seu Political Awakenings: Conversations with History, destaca Hakakian entre "os 20 ativistas, acadêmicos e jornalistas de nossa geração ".

### Obras

#### Poesia
Hakakian é autor de duas coleções de poesia em persa, a primeira das quais, For the Sake of Water, foi nomeada como livro de poesia do ano pelo Iran News em 1993. Hakakian é considerada uma das novas vozes principais da poesia persa na Enciclopédia Oxford do Mundo Islâmico Moderno. Sua poesia apareceu em inúmeras antologias ao redor do mundo, incluindo La Regle Du Jeu, Strange Times My Dear: The Pen Anthology of Contemporary Iranian Literature e W.W. Norton’s Contemporary Voices of the Eastern World: An Anthology of Poems. Hakakian contribui para a Persian Literary Review e atuou como editor da Par Magazine por seis anos.

#### Cinema e televisão
Hakakian colaborou em dezenas de horas de programação jornalística na televisão americana, incluindo 60 Minutes. Encarregada pelo UNICEF, produziu o documentário Armed and Innocent, que aborda o envolvimento de filhos menores em guerras ao redor do mundo, que foi candidato ao melhor curta-metragem de documentário em vários festivais ao redor do mundo.